# 혁 (1995년)
혁(본명: 한상혁, 한국 한자: 韓相爀, 한국어: 혁, 영어: HYUK, 1995년 7월 5일 ~ )은 대한민국의 가수이자 배우로 대한민국의 보이 그룹 빅스의 막내이자 서브보컬을 맡고 있다.

## 학력
- 대전은어송중학교
- 한림연예예술고등학교 실용음악과
- 동아방송예술대학교 방송연예과

## 음반
| 번호 | 음반 정보                                     | 트랙 리스트                   | 세부 사항                                  |
| ---- | --------------------------------------------- | ----------------------------- | ------------------------------------------ |
| 1    | 《Stress Come On!》 - 발매일: 2014년 8월 20일 | 1. Stress Come On! 뮤직비디오 | 형돈이와 대준이의 히트제조기 프로젝트 앨범 |
| 2    | 《오징어 된장》 - 발매일: 2015년 1월 16일     | 1. 오징어 된장 뮤직비디오     | 형돈이와 대준이의 히트제조기 프로젝트 앨범 |

## 가수 외 활동

### 방송
- 《정글의 법칙》 (2014년, SBS)
- 《형돈이와 대준이의 히트제조기》 (2014년, MBC EVERY1)
- 《형돈이와 대준이의 히트제조기 시즌2》 (2014년, MBC EVERY1)
- 《경찰청 사람들 2015》 (2015년, MBC)
- 《탐나는 크루즈》 (2018년, tvN)

### 드라마
- 《로맨스 특별법》 (2017년, 웹드라마) - 강세웅 역
- 《위대한 쇼》 (2019년, tvN) - 최정우 역

### 영화
- 《잡아야 산다》 (2016년) - 한원태 역
- 《해피 투게더》 (2018년) - 청년 하늘 역
- 《크루아상》 (2021년) - 희준 역
- 《색다른 그녀》 (2021년) - 완준 역